# 鄭烱
鄭烱（？—？），字章甫，浙江紹興府餘姚縣人，民籍，明朝政治人物。

## 生平
浙江鄉試第八十三名舉人。嘉靖十四年（1535年）中式乙未科會試第三百十四名，登第三甲第一百九十一名進士。

## 家族
曾祖鄭珊；祖父鄭德萃；父鄭重義，母鄒氏。